# ドッドリッジ郡 (ウェストバージニア州)
ドッドリッジ郡（英: Doddridge County）は、アメリカ合衆国ウェストバージニア州の中央部北に位置する郡である。2010年国勢調査での人口は8,202人であり、2000年の7,403人から10.8%増加した。郡庁所在地はウェストユニオン町（人口825人）であり、同郡で唯一の法人化町でもある。ドッドリッジ郡は1845年に、ハリソン郡、タイラー郡、リッチー郡、ルイス郡のそれぞれ一部を合わせて設立された。郡名はバージニア州西部の著名政治家であり、その生涯の大半をブルック郡で過ごしたフィリップ・ドッドリッジ（1773年-1832年）に因んで名付けられた。
ドッドリッジ郡はクラークスバーグ小都市圏に属している。

## 歴史
ドッドリッジ郡となった地域最初の土地所有者として知られているのはジェイムズ・コールドウェルであり、1787年以前に2万エーカー (80 km2) の土地を所有していた。

## 地理
アメリカ合衆国国勢調査局に拠れば、郡域全面積は320平方マイル (828.8 km2)であり、このうち陸地320平方マイル (828.8 km2)、水域は0平方マイル (0 km2)で水域率は0.02%である。

### 主要高規格道路
- アメリカ国道50号線
- ウェストバージニア州道18号線
- ウェストバージニア州道23号線

### 隣接する郡
- ウェッツェル郡 - 北
- ハリソン郡 - 東
- ルイス郡 - 南東
- ギルマー郡 - 南
- リッチー郡 - 西
- タイラー郡 - 北西

## 人口動態
以下は2000年国勢調査による人口統計データである。
| 基礎データ - 人口: 7,403人 - 世帯数: 2,845 世帯 - 家族数: 2,102 家族 - 人口密度: 9人/km2（23人/mi2） - 住居数: 3,661軒 - 住居密度: 4軒/km2（11軒/mi2） 人種別人口構成 - 白人: 98.31% - アフリカン・アメリカン: 0.27% - ネイティブ・アメリカン: 0.31% - アジア人: 0.15% - その他の人種: 0.14% - 混血: 0.82% - ヒスパニック・ラテン系: 0.57% 年齢別人口構成 - 18歳未満: 25.0% - 18-24歳: 8.4% - 25-44歳: 26.6% - 45-64歳: 25.1% - 65歳以上: 14.8% - 年齢の中央値: 39歳 - 性比（女性100人あたり男性の人口） - 総人口: 101.9 - 18歳以上: 98.1 | 世帯と家族（対世帯数） - 18歳未満の子供がいる: 32.5% - 結婚・同居している夫婦: 59.3% - 未婚・離婚・死別女性が世帯主: 10.3% - 非家族世帯: 26.1% - 単身世帯: 22.5% - 65歳以上の老人1人暮らし: 10.4% - 平均構成人数 - 世帯: 2.56人 - 家族: 2.98人 収入と家計 - 収入の中央値 - 世帯: 26,744米ドル - 家族: 30,502米ドル - 性別 - 男性: 26,902米ドル - 女性: 20,250米ドル - 人口1人あたり収入: 13,507米ドル - 貧困線以下 - 対人口: 19.8% - 対家族数: 15.3% - 18歳未満: 23.0% - 65歳以上: 13.6% |

## 都市と町

### 法人化町
- ウェストユニオン - 郡庁所在地

次のリストは郡内の未編入町であるが、これで全てではない。

### 未編入の町
- センターポイント
- ニューミルトン
- スミスバーグ
- アシュレー